# Andrés Eduardo Pérez
Andrés Eduardo Pérez Gutiérrez (Bogotá, Colombia; 5 de septiembre de 1980) es un exfutbolista colombiano que jugaba como mediocampista. Es el futbolista bogotano con más partidos jugados en el Fútbol Profesional Colombiano.

## Trayectoria

### América y Real Cartagena
En 1998 fue inscrito por el América de Cali, club que adquirió su pase luego de formarse en el equipo Maracaneiros de Bogotá junto al volante Fabián Vargas, aunque no llegó a debutar. Luego, es cedido y oficialmente debutó en la Categoría Primera B en febrero de 1999 con el Real Cartagena.

### Millonarios
Luego, a mediados de 1999 pasó a Millonarios. Con Millonarios debutó en la Primera División del Fútbol Profesional Colombiano y jugó allí hasta el año 2004. En esta etapa con Millonarios, logró el subcampeonato de la Copa Merconorte 2000, formó parte del plantel que se coronó campeón de la Copa Merconorte 2001 y hasta ahora, es el capitán más joven en la historia del equipo embajador.

### Quilmes
Luego jugó en Quilmes la temporada 04/05.

### San Lorenzo
Después jugó 11 partidos, sin goles, en la temporada 05/06 en San Lorenzo; 8 partidos por el Apertura 2005 y 3 partidos por el Clausura 2006.

### Arsenal de Sarandí
Jugó la temporada 06/07 en Arsenal de Sarandí.
En Argentina jugó 53 partidos y marcó 4 goles. Por copas internacionales jugó 8 partidos y no marcó goles.

### Millonarios
A mediados de 2007 regresó a Millonarios de Bogotá, el equipo que lo dio a conocer.

### Deportivo Cali
En 2009 es incorporado a la plantilla del Deportivo Cali siendo una de las incorporaciones que el conjunto azucarero realiza en miras de la consecución del título después de cuatro años de sequía. Pese a no lograr objetivos colectivos, el jugador logra destacarse por su entrega y regularidad en el campo de juego. Para la temporada del 2010 los resultados en liga no son los esperados pero aun así logra levantar su primer trofeo con el equipo verdiblanco, la Copa Colombia después de vencer por un global de 3-0 al Itagüí Ditaires. También con la camiseta verdiblanca, a comienzos de la temporada 2014, logra coronarse campeón de la Superliga de Colombia después de derrotar al Atlético Nacional en tanda de penales, aunque erró su oportunidad desde los 12 pasos.
Posteriormente en su séptimo año como jugador verdiblanco obtiene su tan anhelada estrella con el Deportivo Cali tras vencer en la final del primer semestre de 2015 al Independiente Medellín por un global de 2-1. Así Pérez junto con su entonces compañero de equipo Yerson Candelo se convierten en los primeros jugadores en lograr levantar los tres trofeos que se disputan en el fútbol colombiano en la institución. 
El jugador Andrés Pérez logró convertirse en uno de los jugadores insignias del Deportivo Cali, siendo capitán y destacándose por su profesionalismo. En honor a esto la hinchada del equipo le concede un homenaje el 24 de febrero de 2016 previo a disputarse el cotejo de Copa Libertadores ante Boca Juniors.
Finalizando el segundo semestre de 2018 el club anuncia su no continuidad en el equipo para las próximas temporadas, despidiéndose en el partido de local contra Deportivo Pasto el 11 de noviembre.

## Selección Colombia
Jugó cuatro partidos con la Selección Colombia y no marcó goles. Debutó el 29 de marzo de 2003 frente a Corea del Sur en el empate a cero goles. El 17 de noviembre de 2004 debuta en partido oficial en la victoria por la mínima frente a Bolivia para Alemania 2006.

### Participaciones enEliminatorias al Mundial
| Eliminatoria                           | Sede del Mundial | Posición      | Resultado | PJ | GA | Asis |
| -------------------------------------- | ---------------- | ------------- | --------- | -- | -- | ---- |
| Eliminatorias Mundial de Alemania 2006 | Alemania         | 6°lugar 24pts | Eliminado | 1  | 0  | 0    |

## Clubes
| Club            | País      | Año         |
| --------------- | --------- | ----------- |
| América de Cali | Colombia  | 1998        |
| Real Cartagena  | Colombia  | 1999        |
| Millonarios     | Colombia  | 1999 - 2004 |
| Quilmes         | Argentina | 2004 - 2005 |
| Arsenal         | Argentina | 2005 - 2006 |
| San Lorenzo     | Argentina | 2006 - 2007 |
| Millonarios     | Colombia  | 2007 - 2008 |
| Deportivo Cali  | Colombia  | 2009 - 2018 |
| Santa Fe        | Colombia  | 2019 - 2021 |

## Estadísticas
| Club                         | Div.                | Temporada           | Liga  | Liga  | Copa Nacional | Copa Nacional | Copa Internacional | Copa Internacional | Total | Total |
| Club                         | Div.                | Temporada           | Part. | Goles | Part.         | Goles         | Part.              | Goles              | Part. | Goles |
| ---------------------------- | ------------------- | ------------------- | ----- | ----- | ------------- | ------------- | ------------------ | ------------------ | ----- | ----- |
| Real Cartagena · Colombia    | 1.ª                 | 1999                | 10    | 0     | —             | —             | —                  | —                  | 10    | 0     |
| Real Cartagena · Colombia    | Total               | Total               | 10    | 0     | 0             | 0             | 0                  | 0                  | 10    | 0     |
| Quilmes AC Argentina         | 1.ª                 | 2004-05             | 38    | 0     | —             | —             | —                  | —                  | 38    | 0     |
| Quilmes AC Argentina         | Total               | Total               | 38    | 0     | 0             | 0             | 0                  | 0                  | 38    | 0     |
| San Lorenzo Argentina        | 1.ª                 | 2005-06             | 11    | 0     | —             | —             | —                  | —                  | 11    | 0     |
| San Lorenzo Argentina        | Total               | Total               | 11    | 0     | 0             | 0             | 0                  | 0                  | 11    | 0     |
| Arsenal de Sarandi Argentina | 1.ª                 | 2006-07             | 13    | 1     | —             | —             | —                  | —                  | 13    | 1     |
| Arsenal de Sarandi Argentina | Total               | Total               | 13    | 1     | 0             | 0             | 0                  | 0                  | 13    | 1     |
| Millonarios · Colombia       | 1.ª                 | 1999                | 28    | 0     | —             | —             | 1                  | 0                  | 29    | 0     |
| Millonarios · Colombia       | 1.ª                 | 2000                | 41    | 1     | —             | —             | 5                  | 0                  | 46    | 1     |
| Millonarios · Colombia       | 1.ª                 | 2001                | 26    | 2     | —             | —             | 0                  | 0                  | 26    | 2     |
| Millonarios · Colombia       | 1.ª                 | 2002                | 36    | 0     | —             | —             | —                  | —                  | 36    | 0     |
| Millonarios · Colombia       | 1.ª                 | 2003                | 38    | 4     | —             | —             | —                  | —                  | 38    | 4     |
| Millonarios · Colombia       | 1.ª                 | 2004                | 18    | 1     | —             | —             | —                  | —                  | 18    | 1     |
| Millonarios · Colombia       | 1.ª                 | 2007                | 10    | 0     | —             | —             | 1                  | 0                  | 11    | 0     |
| Millonarios · Colombia       | 1.ª                 | 2008                | 22    | 0     | 6             | 2             | —                  | —                  | 28    | 2     |
| Millonarios · Colombia       | Total               | Total               | 219   | 8     | 6             | 2             | 15                 | 0                  | 240   | 10    |
| Deportivo Cali · Colombia    | 1.ª                 | 2009                | 34    | 2     | 2             | 0             | 2                  | 0                  | 38    | 2     |
| Deportivo Cali · Colombia    | 1.ª                 | 2010                | 33    | 1     | 7             | 0             | —                  | —                  | 40    | 1     |
| Deportivo Cali · Colombia    | 1.ª                 | 2011                | 19    | 0     | 3             | 0             | 2                  | 0                  | 24    | 0     |
| Deportivo Cali · Colombia    | 1.ª                 | 2012                | 37    | 1     | 3             | 0             | —                  | —                  | 40    | 1     |
| Deportivo Cali · Colombia    | 1.ª                 | 2013                | 43    | 3     | 2             | 0             | —                  | —                  | 45    | 3     |
| Deportivo Cali · Colombia    | 1.ª                 | 2014                | 31    | 1     | 7             | 0             | 8                  | 0                  | 46    | 1     |
| Deportivo Cali · Colombia    | 1.ª                 | 2015                | 41    | 3     | 4             | 1             | —                  | —                  | 45    | 4     |
| Deportivo Cali · Colombia    | 1.ª                 | 2016                | 37    | 1     | 6             | 0             | 5                  | 1                  | 48    | 2     |
| Deportivo Cali · Colombia    | 1.ª                 | 2017                | 36    | 0     | 7             | 0             | 4                  | 0                  | 47    | 0     |
| Deportivo Cali · Colombia    | 1.ª                 | 2018                | 31    | 1     | 1             | 0             | 7                  | 0                  | 39    | 1     |
| Deportivo Cali · Colombia    | Total               | Total               | 342   | 13    | 42            | 1             | 28                 | 1                  | 412   | 15    |
| Santa Fe · Colombia          | 1.ª                 | 2019                | 31    | 0     | 4             | 0             | 0                  | 0                  | 35    | 0     |
| Santa Fe · Colombia          | 1.ª                 | 2020                | 21    | 1     | 0             | 0             | 0                  | 0                  | 21    | 1     |
| Santa Fe · Colombia          | 1.ª                 | 2021                | 11    | 0     | 0             | 0             | 0                  | 0                  | 11    | 0     |
| Santa Fe · Colombia          | Total               | Total               | 63    | 1     | 4             | 0             | 0                  | 0                  | 67    | 1     |
| Total en su carrera          | Total en su carrera | Total en su carrera | 696   | 21    | 52            | 3             | 43                 | 1                  | 791   | 27    |

## Palmarés

### Campeonatos nacionales
| Título                | Club           | País     | Año  |
| --------------------- | -------------- | -------- | ---- |
| Copa Colombia         | Deportivo Cali | Colombia | 2010 |
| Superliga de Colombia | Deportivo Cali | Colombia | 2014 |
| Torneo Apertura       | Deportivo Cali | Colombia | 2015 |

### Copas internacionales
| Título          | Club        | País     | Año  |
| --------------- | ----------- | -------- | ---- |
| Copa Merconorte | Millonarios | Colombia | 2001 |